# Lindernia delicatula
Lindernia delicatula é uma espécie botânica do gênero Lindernia pertencente à família Linderniaceae.